# 小行星7955
小行星7955（英語：7955 Ogiwara）是一颗围绕太阳公转的小行星。1993年11月18日，浦田武在清水町发现了此天体。
这颗小行星的绝对星等为211.0878219300926等。